# Гололобый тамарин
Гололобый тамарин (лат. Saguinus martinsi) — вид игрунковых обезьян из рода тамаринов (Saguinus)

## Классификация
Ранее считался подвидом Saguinus bicolor, позднее был выделен в отдельный вид вместе с двумя подвидами S. b. ochraceus S. b. martinsi.

## Описание
Как и остальные тамарины эти приматы мономорфны — внешние различия между особями минимальны. Размеры подвида S. m. ochraceus: длина тела в среднем 24,7 см, хвост в среднем 39,5 см. S. m. martinsi немного меньше: длина тела в среднем 20,8 см, длина хвоста в среднем 36,6 см.

## Распространение
- Saguinus martinsi martinsi — между реками Ньямунда (левый берег) и Риу-Пару[порт.], к северу от Амазонки.
- Saguinus martinsi ochraceus — на западном берегу Ньямунды. Северная граница ареала — левый берег Риу-Алалау[порт.].[2]

## Поведение
Населяют низинные тропические первичные и вторичные леса, предпочитая густые кроны нижних ярусов леса. В рационе фрукты, цветы, нектар, древесные соки и мелкие животные (включая лягушек, улиток, ящериц, пауков и насекомых). В отличие от игрунок, челюстной аппарат тамаринов не приспособлен для эффективного добывания древесных соков. Образуют семейные группы от 4 до 15 особей (обычно от 2 до 8).